# Гленторан
«Гленто́ран» (англ. Glentoran) — північноірландський футбольний клуб з Белфаста, створений 1882 року. 23-разовий чемпіон Північної Ірландії. За 120 років (з часу заснування ліги в 1890 році) жодного разу не вилетів з найвищого дивізіону.
Головним суперником «Гленторана» є інший белфастський клуб — «Лінфілд». Ці два клуби називають «Великою Двійкою» (Big Two), адже вони домінують у місцевому чемпіонаті відтоді, як припинив існування Белфаст Селтік (1949). Домашні ігри проводить на 10-тисячному стадіоні «Овал» на сході міста.

## Історія
«Гленторан» виник унаслідок об'єднання команд «Nettlefield» і «Oakfield» і був офіційно зареєстрований Ірландською Футбольною асоціацією 7 листопада 1882 року.
У дебютному чемпіонаті Північної Ірландії 1890/91 клуб посів 5-е місце серед 8 команд. Поступово результати покращувалися і в сезоні 1893/94 «Гленторан» уперше став чемпіоном. Під час європейського турне в 1914 році клуб переміг у міжнародному клубному турнірі «Кубок Відня» в австрійському місті Відень, де виступали також збірна Відня, «Барнлі» (Англія), «Герта» (Німеччина) та «Селтік» (Шотландія).
У 1950-х роках матчі клубу відвідував юний Джордж Бест — майбутній нападник збірної Північної Ірландії та «Манчестер Юнайтед», але коли в 14-річному віці він хотів записатися до команди, його не взяли, бо вважали, що хлопець «надто худий і малий». Після завершення кар'єри він виступив за «Гленторан» у товариському матчі проти «Манчестер Юнайтед», присвяченому 100-річчю белфастського клубу.
Серед учасників чемпіонату світу 1958, куди вперше в історії пробилася збірна Північної Ірландії, було багато колишніх футболістів «Гленторана»: гравці Біллі Бінггем, Денні Бленчфлавер, Вільбур Каш, Джиммі Макілрой, Берті Пікок і головний тренер Пітер Догерті.
У сезоні 1962/63 команда дебютувала в єврокубках, поступившись у Кубку ярмарків «Реалу Сарагосі» 0:2 вдома та 2:6 на виїзді. Однією з найуспішніших дуелей «Гленторана» в єврокубкових турнірах вважають матчі з португальською «Бенфікою» в Кубку європейських чемпіонів сезону 1967/68. Північноірландці вистояли нічиї і вдома — 1:1 (у складі гостей забив легендарний Еусебіу) і на виїзді — 0:0, але за рахунок виїзного гола «Бенфіка» пройшла далі. У тому сезоні лісабонці стали фіналістами турніру, лише у вирішальній грі поступившись МЮ (у складі якого грав Джордж Бест) — 1:4.
Довгий час клуб вибував уже на першому етапі єврокубків, поки в Кубку володарів кубків 1973/74 не здолав у перших двох раундах румунський клуб «Кімія» (Рімніку-Вілча) і норвезький «Бранн», вийшовши до чвертьфіналу. В 1/4 фіналу «Гленторан» програв «Боруссії» М — 0:2 і 0:5.
Серед останніх здобутків — чемпіонство Північної Ірландії 2009 і Кубок ліги 2010. У сезоні 2009/10 за «Гленторан» на правах вільного агента виступав колишній півзахисник «Манчестера» та «Ньюкасла» Кіт Гіллеспі, але по закінченні сезоні він залишив команду. «Гленторан» складається виключно з північноірландських футболістів. Капітан клубу є захисник Пол Ліман, один із символів команди, що виступає за колектив ще з 1993 року.
20 липня 2023 року мальтійська Гзіра Юнайтед та Гленторан встановили новий рекорд єврокубків, реалізувавши 27 післяматчевих пенальті. Загалом команди у другому матчі першого раунду Ліги конференцій пробили 28 одинадцятиметрових ударів. Гзіра перемогла по пенальті 14:13.

## Досягнення
Чемпіон Північної Ірландії (23):
- 1894, 1897, 1905, 1912, 1913, 1921, 1925, 1931, 1951, 1953, 1964, 1967, 1968, 1970, 1972, 1977, 1981, 1988, 1992, 1999, 2003, 2005, 2009

Володар Кубка Північної Ірландії (23):
- 1914, 1917, 1921, 1932, 1933, 1935, 1951, 1966, 1973, 1983, 1985, 1986, 1987, 1988, 1990, 1996, 1998, 2000, 2001, 2004, 2013, 2015, 2020

Володар Суперкубка Північної Ірландії (2):
- 1992, 2015

Кубок Ліги Північної Ірландії (7):
- 1989, 1991, 2001, 2003, 2005, 2007, 2010

Кубок Каунті Антрім (26):
- 1901, 1902, 1909, 1911, 1916, 1918, 1925, 1931, 1940, 1941, 1944, 1950, 1951, 1952, 1957, 1968, 1971, 1978, 1985, 1987, 1999, 2000, 2001, 2002, 2003, 2008

Кубок Міста (18):
- 1897, 1899, 1911, 1912, 1914, 1915, 1916, 1917, 1919, 1932, 1951, 1953, 1957, 1965, 1967, 1970, 1973, 1975

Золотий Кубок (15):
- 1917, 1942, 1951, 1960, 1962, 1966, 1977, 1978, 1983, 1987, 1992, 1995, 1999, 1900, 2001

Кубок Ольстеру (9):
- 1951, 1953, 1967, 1977, 1982, 1983, 1984, 1989, 1990

Floodlit Cup (2):
- 1988, 1990

Кубок Відня (1):
- 1914

## Єврокубки
Перші матчі відбувалися на полях команд, указаних першими.
| Кубок / Ліга європейських чемпіонів | Кубок / Ліга європейських чемпіонів | Кубок / Ліга європейських чемпіонів | Кубок / Ліга європейських чемпіонів | Кубок / Ліга європейських чемпіонів | Кубок / Ліга європейських чемпіонів | Кубок / Ліга європейських чемпіонів |
| Сезон                               | Етап                                | Перша команда                       | Заг.                                | Друга команда                       | 1-й матч                            | 2-й матч                            |
| ----------------------------------- | ----------------------------------- | ----------------------------------- | ----------------------------------- | ----------------------------------- | ----------------------------------- | ----------------------------------- |
| 1964/65                             | 1-й раунд                           | «Гленторан»                         | 4:5                                 | «Панатінаїкос»                      | 2:2                                 | 2:3                                 |
| 1967/68                             | 1-й раунд                           | «Гленторан»                         | 1:1 (ч)                             | «Бенфіка»                           | 1:1                                 | 0:0                                 |
| 1968/69                             | 1-й раунд                           | «Андерлехт»                         | 5:2                                 | «Гленторан»                         | 3:0                                 | 2:2                                 |
| 1970/71                             | 1-й раунд                           | «Гленторан»                         | 1:4                                 | «Вотерфорд»                         | 1:3                                 | 0:1                                 |
| 1977/78                             | 1-й раунд                           | «Валюр»                             | 1:2                                 | «Гленторан»                         | 1:0                                 | 0:2                                 |
| 1977/78                             | 2-й раунд                           | «Гленторан»                         | 0:6                                 | «Ювентус»                           | 0:1                                 | 0:5                                 |
| 1981/82                             | 1-й раунд                           | «Прогрес» (Нідеркорн)               | 1:5                                 | «Гленторан»                         | 1:1                                 | 0:4                                 |
| 1981/82                             | 2-й раунд                           | ЦСКА (Софія)                        | 3:2                                 | «Гленторан»                         | 2:0                                 | 1:2 (дод. час)                      |
| 1988/89                             | 1-й раунд                           | «Спартак» (Москва)                  | 3:1                                 | «Гленторан»                         | 2:0                                 | 1:1                                 |
| 1992/93                             | 1-й раунд                           | «Гленторан»                         | 0:8                                 | «Марсель»                           | 0:5                                 | 0:3                                 |
| 1999/00                             | 1-й квал. раунд                     | «Літекс»                            | 5:0                                 | «Гленторан»                         | 3:0                                 | 2:0                                 |
| 2003/04                             | 1-й квал. раунд                     | «Гленторан»                         | 0:1                                 | ГІК                                 | 0:0                                 | 0:1                                 |
| 2005/06                             | 1-й квал. раунд                     | «Гленторан»                         | 2:6                                 | «Шелбурн»                           | 1:2                                 | 1:4                                 |
| 2009/10                             | 1-й квал. раунд                     | «Маккабі» (Хайфа)                   | 10:0                                | «Гленторан»                         | 6:0                                 | 4:0                                 |

| Кубок кубків | Кубок кубків  | Кубок кубків            | Кубок кубків | Кубок кубків          | Кубок кубків | Кубок кубків |
| Сезон        | Етап          | Перша команда           | Заг.         | Друга команда         | 1-й матч     | 2-й матч     |
| ------------ | ------------- | ----------------------- | ------------ | --------------------- | ------------ | ------------ |
| 1966/67      | 1-й раунд     | «Гленторан»             | 1:5          | «Рейнджерс»           | 1:1          | 0:4          |
| 1973/74      | 1-й раунд     | «Кімія» (Рімніку-Вілча) | 2:4          | «Гленторан»           | 2:2          | 0:2          |
| 1973/74      | 2-й раунд     | «Бранн»                 | 2:4          | «Гленторан»           | 1:1          | 1:3          |
| 1973/74      | Чвертьфінал   | «Гленторан»             | 0:7          | «Боруссія» М          | 0:2          | 0:5          |
| 1983/84      | 1-й раунд     | «Гленторан»             | 2:4          | ПСЖ                   | 1:2          | 1:2          |
| 1985/86      | 1-й раунд     | «Фрам»                  | 3:2          | «Гленторан»           | 3:1          | 0:1          |
| 1986/87      | 1-й раунд     | «Гленторан»             | 1:3          | «Локомотив» (Лейпциг) | 1:1          | 0:2          |
| 1987/88      | 1-й раунд     | РоПС                    | (ч) 1:1      | «Гленторан»           | 0:0          | 1:1          |
| 1990/91      | 1-й раунд     | «Гленторан»             | 1:6          | «Стяуа»               | 1:1          | 0:5          |
| 1996/97      | Кваліф. раунд | «Гленторан»             | 1:10         | «Спарта» П            | 1:2          | 0:8          |
| 1998/99      | Кваліф. раунд | «Гленторан»             | 1:3          | «Маккабі» Х           | 0:1          | 1:2          |

| Кубок УЄФА / Ліга Європи | Кубок УЄФА / Ліга Європи | Кубок УЄФА / Ліга Європи | Кубок УЄФА / Ліга Європи | Кубок УЄФА / Ліга Європи | Кубок УЄФА / Ліга Європи | Кубок УЄФА / Ліга Європи |
| Сезон                    | Етап                     | Перша команда            | Заг.                     | Друга команда            | 1-й матч                 | 2-й матч                 |
| ------------------------ | ------------------------ | ------------------------ | ------------------------ | ------------------------ | ------------------------ | ------------------------ |
| 1971/72                  | 1-й раунд                | «Гленторан»              | 1:7                      | «Айнтрахт» Б             | 0:1                      | 1:6                      |
| 1975/76                  | 1-й раунд                | «Гленторан»              | 1:14                     | «Аякс»                   | 1:6                      | 0:8                      |
| 1976/77                  | 1-й раунд                | «Гленторан»              | 3:5                      | «Базель»                 | 3:2                      | 0:3                      |
| 1982/83                  | 1-й раунд                | «Гленторан»              | 1:4                      | «Банік» (Острава)        | 1:3                      | 0:1                      |
| 1984/85                  | 1-й раунд                | «Гленторан»              | 1:3                      | «Стандард»               | 1:1                      | 0:2                      |
| 1989/90                  | 1-й раунд                | «Гленторан»              | 1:5                      | Данді Юнайтед            | 1:3                      | 0:2                      |
| 2000/01                  | Кваліф. раунд            | «Гленторан»              | 0:4                      | «Ліллестрем»             | 0:3                      | 0:1                      |
| 2001/02                  | Кваліф. раунд            | «Мідтьюлланд»            | 5:1                      | «Гленторан»              | 1:1                      | 4:0                      |
| 2002/03                  | Кваліф. раунд            | «Гленторан»              | 0:6                      | «Вісла»                  | 0:2                      | 0:4                      |
| 2004/05                  | 1-й квал. раунд          | «Гленторан»              | 4:3                      | «Алліансі» (Вантаа)      | 2:2                      | 2:1                      |
| 2004/05                  | 2-й квал. раунд          | «Гленторан»              | 1:3                      | «Ельфсборг»              | 0:1                      | 1:2                      |
| 2006/07                  | 1-й квал. раунд          | «Гленторан»              | 0:2                      | «Бранн»                  | 0:1                      | 0:1                      |
| 2007/08                  | 1-й квал. раунд          | «Гленторан»              | 0:9                      | АІК                      | 0:5                      | 0:4                      |
| 2010/11                  | 1-й квал. раунд          | КР Рейк'явік             | 5:2                      | «Гленторан»              | 3:0                      | 2:2                      |
| 2011/12                  | 1-й квал. раунд          | «Ренова»                 | 3:3                      | «Гленторан»              | 2:1                      | 1:2 (пен. 2:3)           |
| 2011/12                  | 2-й квал. раунд          | «Гленторан»              | 0:5                      | «Ворскла»                | 0:2                      | 0:3                      |

| Кубок ярмарків | Кубок ярмарків | Кубок ярмарків     | Кубок ярмарків | Кубок ярмарків  | Кубок ярмарків | Кубок ярмарків |
| Сезон          | Етап           | Перша команда      | Заг.           | Друга команда   | 1-й матч       | 2-й матч       |
| -------------- | -------------- | ------------------ | -------------- | --------------- | -------------- | -------------- |
| 1962/63        | 1-й раунд      | «Гленторан»        | 2:8            | «Реал Сарагоса» | 0:2            | 2:6            |
| 1963/64        | 1-й раунд      | «Гленторан»        | 1:7            | «Партік Тайстл» | 1:4            | 0:3            |
| 1965/66        | 1-й раунд      | «Антверпен»        | 4:3            | «Гленторан»     | 1:0            | 3:3            |
| 1969/70        | 1-й раунд      | «Арсенал» (Лондон) | 3:1            | «Гленторан»     | 3:0            | 0:1            |

## Відомі гравці
- Біллі Бінггем
- Денні Бленчфлавер
- Пітер Догерті
- Кіт Гіллеспі
- Джиммі Макілрой
- Берті Пікок
- Колін Ніксон
- Александер Бітон Фергюсон (батько Алекса Фергюсона)